# Franclens
Franclens ist eine französische Gemeinde im Département Haute-Savoie in der Region Auvergne-Rhône-Alpes.

## Geographie
Franclens ist die westlichste Gemeinde des Départements Haute-Savoie. Sie liegt auf 483 m, in der Nähe von Bellegarde-sur-Valserine, etwa 28 Kilometer nordwestlich der Stadt Annecy (Luftlinie). Das Bauerndorf erstreckt sich auf einem Hochplateau östlich des Taleinschnitts der Rhone, zwischen dem Jura und der Montagne de Vuache, im Genevois.
Die Fläche des 5,37 km² großen Gemeindegebiets umfasst einen Abschnitt des westlichen Genevois. Die westliche Grenze bildet die Rhône, die hier in einem fast 200 m tief in die umgebenden Plateaus eingesenkten Tal von Norden nach Süden fließt. Am nordwestlichen Rand des Gebietes befindet sich der Staudamm von Génissiat (Elektrizitätsgewinnung), der die Rhône zu einem langen See aufstaut. Vom Flusslauf erstreckt sich das Gemeindeareal über einen steilen Hang auf das östlich angrenzende Hochplateau (durchschnittlich 500 m), das durch mehrere kurze Erosionstäler, welche sich zur Rhône hin öffnen, untergliedert ist. Im Waldgebiet Bois du Clos wird mit 544 m die höchste Erhebung von Franclens erreicht.
Zu Franclens gehören neben dem eigentlichen Ortskern auch mehrere Weilersiedlungen und Gehöfte, darunter:
- Le Frut (480 m) auf dem Plateau von Franclens
- Chez Dérippaz (480 m) auf dem Plateau von Franclens

Nachbargemeinden von Franclens sind Saint-Germain-sur-Rhône im Norden, Chêne-en-Semine im Osten, Challonges im Süden sowie Surjoux und Injoux-Génissiat im Westen.

## Geschichte
Auf dem Gemeindegebiet von Franclens befinden sich Kalksteinbrüche, die bereits von den Römern ausgebeutet wurden. Erstmals urkundlich erwähnt wird Franclens im Mittelalter unter dem Namen Franclin. Der Ortsname geht auf den burgundischen Personennamen Frankila zurück. Mit dem Suffix -ens bedeutet er so viel wie bei den Leuten des Frankila.

## Sehenswürdigkeiten
Die Dorfkirche Saint-Oyen stammt aus dem 19. Jahrhundert. Ruinen des Château de Rebatère sind erhalten.

## Bevölkerung
| Jahr                       | 1962 | 1968 | 1975 | 1982 | 1990 | 1999 | 2004 |
| Einwohner                  | 209  | 201  | 191  | 215  | 305  | 335  | 357  |
| Quellen: Cassini und INSEE |      |      |      |      |      |      |      |

Mit 549 Einwohnern (Stand 1. Januar 2022) gehört Franclens zu den kleinen Gemeinden des Département Haute-Savoie. Im Verlauf des 19. und 20. Jahrhunderts nahm die Einwohnerzahl aufgrund starker Abwanderung kontinuierlich ab (1861 wurden in Franclens noch 290 Einwohner gezählt). Seit Mitte der 1970er Jahre wurde jedoch wieder eine deutliche Bevölkerungszunahme verzeichnet.

## Wirtschaft und Infrastruktur
Franclens ist noch heute ein vorwiegend durch die Landwirtschaft geprägtes Dorf. Franclens liegt in der Weinbauregion Savoie. Weißweine aus der Rebsorte Altesse (lokal Roussette genannt) dürfen unter der geschützten Herkunftsbezeichnung Roussette de Savoie vermarktet werden. Für Weißweine anderer Rebsorten sowie Rotweine gilt die AOC Vin de Savoie.
Daneben gibt es einige Betriebe des lokalen Kleingewerbes. Zahlreiche Erwerbstätige sind Wegpendler, die in den größeren Ortschaften der Umgebung, insbesondere in Bellegarde-sur-Valserine ihrer Arbeit nachgehen.
Die Ortschaft ist verkehrsmäßig recht gut erschlossen. Sie liegt an der Departementsstraße, die von Frangy nach Génissiat führt. Weitere Straßenverbindungen bestehen mit Saint-Germain-sur-Rhône und Challonges. Der nächste Anschluss an die Autobahn A40 befindet sich in einer Entfernung von rund 5 km.